# Johann Franz von Collignon
Johann Franz von Collignon (eigentlich Jean-François de Collignon, * 1715 in Deutsch-Lothringen; † ? ) war Führer preußischer Freibataillone im Siebenjährigen Krieg.

## Leben
Die Familie Collignon flüchtete nach der Aufhebung des Edikts von Nantes nach Hessen-Kassel. Der junge Johann Franz von Collignon trat zunächst in holländische Kriegsdienste und stieg dort auf bis zum Oberst eines Husarenkorps. Mit dem Beginn des Siebenjährigen Krieges ging er in preußische Dienste beim Freibataillon „Mayr“. Nach dem Tod von Mayr wurde er dessen Chef. Er führte das Bataillon geschickt und war auch als Werber für die preußische Armee unterwegs. 1760 übernahm er das Freibataillon „Angelelli“, das er bis zum Ende des Krieges führte. Am Ende des Krieges wurde das Freibataillon aufgelöst und von Collignon nahm seinen Abschied.